# Edivaldo Hermoza
Edivaldo Hermoza, född 17 november 1985, är en brasiliansk-boliviansk fotbollsspelare som spelar för Sport Boys Warnes.
Edivaldo Hermoza spelade 11 landskamper för det bolivianska landslaget. Han deltog bland annat i Copa América 2011.